# Line Knutzon
Line Knutzon, född den 3 mars 1965 i Odense, är en dansk dramatiker. Hon har bland annat skrivit Snart kommer tiden, Först föds man ju, och Stickor i hjärtat.
Som skådespelerska har hon medverkat i Mord i mørket från 1986 och i tv-serierna Kirsebærhaven 89 och Hvor svært kan det være.
Hon är dotter till Lars Knutzon.

## Pjäser
- Guitaristerne (2006), ISBN 87-7865-624-9
- Måvens og Peder får samtalekøkken (2006) ISBN 87-7865-603-6
- Eventyret om Ejnar (2004) ISBN 87-7865-476-9
- Måvens og Peder mister mælet (2004) ISBN 87-7865-477-7
- Måvens og Peder møder Måvens og Peder (2004) ISBN 87-7865-475-0
- Det er så det nye (2001) ISBN 87-7865-248-0 hf. ISBN 87-7865-249-9
- Den luft andre indånder (2001) ISBN 87-7865-227-8
- Måvens og Peder : tre radiospil (2001)
- Harriets himmelfærd, Måvens og Peder på kanotur, Måvens og Peder i mediernes søgelys
- Splinten i hjertet (2000) ISBN 87-7865-194-8 hf. ISBN 87-7865-195-6
- Gråsten (2000) ISBN 87-7865-197-2
- Torben toben (2000) ISBN 87-7865-197-2
- Snart kommer tiden (1999) ISBN 87-7865-151-4
- Først bli'r man jo født (1994) ISBN 87-7419-829-7

## Priser och utmärkelser
- Holbergmedaljen 2006